# AGV

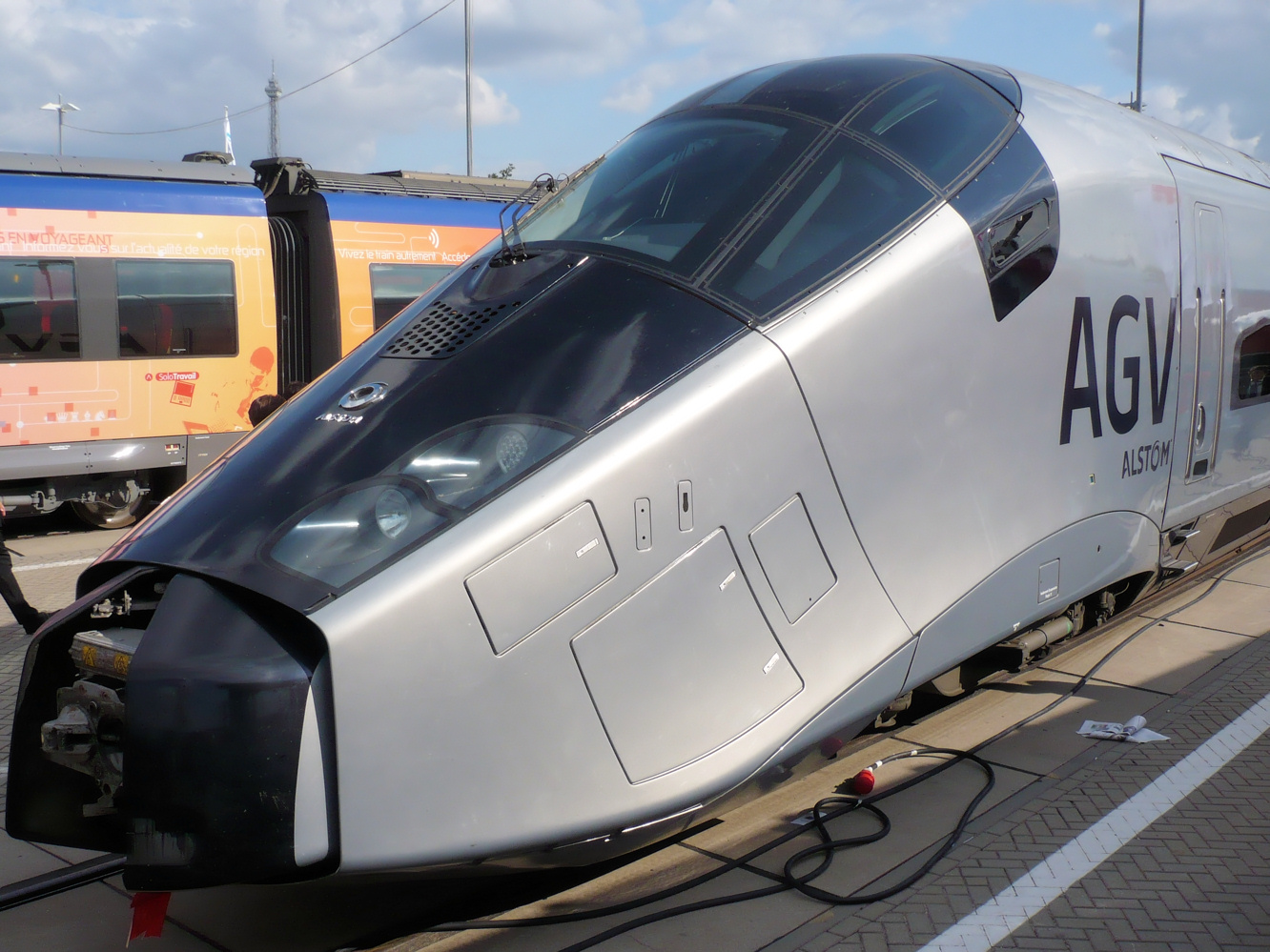
AGV la târgul Innotrans 2008

AGV sau automotor de mare viteză (franceză automotrice à grande vitesse) este un tren automotor electric construit de societatea Alstom. Putând circula cu o viteză operațională de 360 km/h, AGV este succesorul TGV-ului de la care moștenește o caracteristică importantă, articularea vagoanelor (boghiurile sunt situate între vagoane), și față de care prezintă o noutate importantă: motorizarea este repartiționată de-a lungul întregii rame de tren (la TGV motorizarea este concentrată în cele doua unități motoare situate la extremitățile ramei); mulțumită acestei inovații, AGV-ul dispune de mai mult spațiu pentru călători și de o masă redusă față de TGV.
AGV trebuie să intre în serviciul comercial în Italia la sfârșitul lui 2011 și va fi operat de societatea NTV sub numele de ".Italo".
"AGV" este o marcă înregistrată a companiei Alstom.

## Concepție tehnică

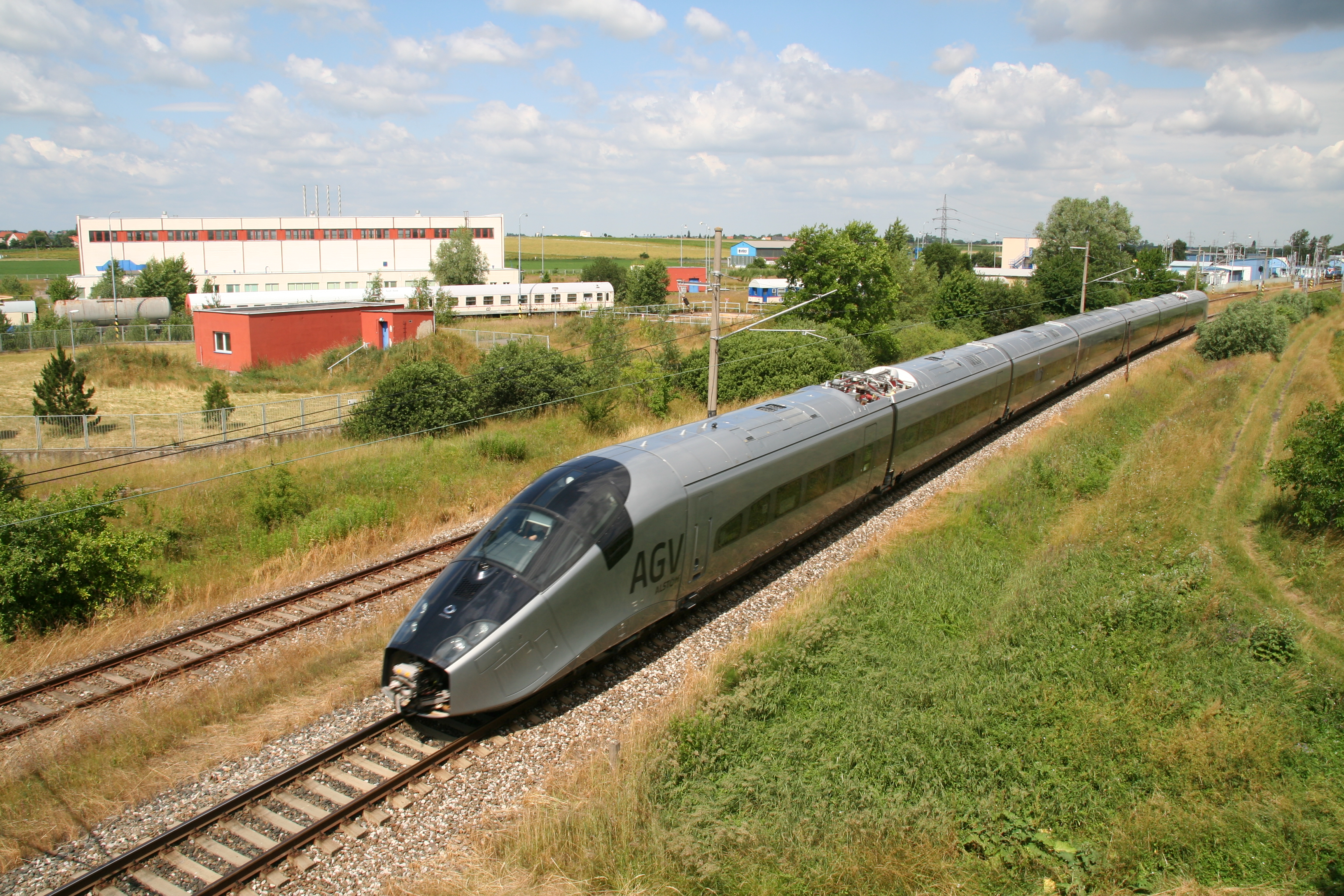
Ramă AGV în teste pe circuitul de la Velim, în Cehia

Spre deosebire de TGV a cărui motorizare este concentrată în cele două locomotive situate la fiecare dintre extremitățile ramei, AGV-ul adoptă principiul motorizării repartiționate, fiecare boghiu putând fi motor. În practică, nu toate boghiurile trebuie să fie motoare. Totul depinde de puterea dorită de client (pe ramele germane ICE 3, un boghiu din două este motorizat). De remarcat că acest principiu este utilizat de toate modelele Shinkansen și de primul model de TGV (TGV 001). Acest principiu există deci de mai bine de 45 de ani. Pe de altă parte, tehnologia Maglev (existând din 1970) folosește, de la începuturile sale, tehnologia repartiționării motorizării de-a lungul întregii rame (Transrapid, MLX-ul japonez, HSST, ...).